# Punta Fouha
Punta Fouha (en inglés: Fouha Point; también conocida como Roca Fouha o Punta de la Creación) es un monumento nacional natural en la isla y territorio estadounidense de Guam. Una formación de roca natural, el punto se eleva a unos 150 metros por encima de la bahía de Fouha, cerca de la aldea de Umatac.
Según una leyenda del pueblo Chamorro, la roca es el lugar de descanso de la «diosa Fu'una», que está con su hermano Puntan, el creador del mundo.